# National Negro Congress
Le National Negro Congress ou NNC (Rassemblement national des Noirs) est une organisation politique initiée en 1935 à l'université Howard, et fondée le 14 février 1936 lors d'un congrès à Chicago, affilié au Parti communiste des États-Unis d'Amérique, qui prend fin en 1947 pour céder la place au Civil Rights Congress (en), dont la mission était de faire entendre la voix des Afro-Américains au sein du monde du travail afin d'établir une justice d'égalité des droits.

## Histoire
En mai 1935, se tient une conférence à l'Université Howard ayant pour thème le statut économique des Afro-Américains au sein de la société américaine au moment du New Deal. Conférence organisée par des leaders des droits civiques et des mouvements afro-américains comme, entre autres, John P. Davis (en), Ralph Bunche, Alain Locke, James W. Ford (en), A. Philip Randolph. À la fin de la Conférence, deux cent cinquante participants réclament qu'il y ait une organisation qui puisse répondre aux exigences de l'égalité des droits civiques et de la déségrégation.
C'est ainsi que se tient 14 février 1936, une conférence à Chicago rassemblant 817 délégués représentant 585 organisations syndicales, de défense des droits civiques, politiques et confessionnelles,,.
Charles Hamilton Houston est élu président du NNC et John P. Davis secrétaire général.
Si la présence de Charles Hamilton Houston de la National Association for the Advancement of Colored People (NAACP) ne pose pas question en revanche, a présence de John P. Davis, du Parti communiste des États-Unis d'Amérique (CPUSA), va soulever des débats et des controverses.
Le mot d'ordre du NNC est l'unité de l'action de tous les mouvements représentatifs des Afro-Américains pour faire pressions sur les autorités.
Le NNC implante des sections dans 5 villes Chicago, Richmond, Washington, New York et Columbia et mène des actions d'accès au travail et au logement, noue des alliances avec le Congress of Industrial Organizations (CIO),.